# Toyota Castrol Team
Toyota Castrol Team fue el equipo oficial de Toyota con el que compitió en el Campeonato Mundial de Rally. Era gestionado por el piloto sueco Ove Andersson desde 1972 aunque de manera privada inicialmente y cambió de nombre y de sede en varias ocasiones. En 1973 fue llamado inicialmente Andersson Motorsport y tenía la sede en Upsala (Suecia), luego en 1975 cambió a Toyota Team Europe con sede en Bruselas (Bélgica) y finalmente en 1979 se trasladó a  Colonia, (Alemania) bajo el nombre de Andersson Motorsport GmbH de manera definitiva hasta 1999. El equipo de manera privada u oficial contó con el apoyo de la marca japonesa gestionado por su departamento deportivo el Toyota Motorsport GmbH. A partir de la temporada 2017 regresó a la competición como equipo oficial con sede en Rovaniemi, Finlandia bajo el nombre Toyota Gazoo Racing WRT.
El equipo participó, contando con el apoyo de Toyota de manera intermitente en los primeros años, desde 1972 hasta 1999 en un total de 121 pruebas y logrando un total de 43 victorias, 144 podios, cuatro títulos de pilotos (1990, 1992, 1993, 1994) y tres de constructores (1993, 1994, 1999).
Los modelos de la marca más utilizados, en sus diferentes versiones y generaciones, fueron el Toyota Celica y el Toyota Corolla. Los que obtuvieron mayores éxitos fueron el Toyota Celica Turbo 4WD (ST185) con dieciséis victorias, treinta y ocho podios y dos títulos de constructores (1993 y 1994), el Toyota Celica GT-4 (ST165) con trece victorias y treinta y dos podios, el Toyota Celica Twincam Turbo con seis victorias y trece podios y el Toyota Corolla WRC con cuatro victorias, treinta podios y un título de constructores (1999).
Entre los pilotos que participaron con la marca destacan: Ove Andersson, Bjorn Waldegard, Hannu Mikkola, Juha Kankkunen (campeón en 1993), Kenneth Eriksson, Carlos Sainz (campeón en 1990 y 1992), Didier Auriol (campeón en 1994), Armin Schwarz, Per Eklund o Mats Jonsson.

## Historia

### Años 1970
La primera participación de Toyota de manera oficial ocurrió en el Rally de Montecarlo de 1970 donde el británico Vic Elford participó con uno de los primeros modelos que la marca japonesa dispuso para rallies, el Toyota Corona GSS. El debut pasó desapercibido, ya que Elford no puedo terminar debido a un problema de transmisión. Sin embargo la historia de Toyota en el mundo de los rallies, está fuertemente ligada a otro piloto: el sueco Ove Andersson. Durante los años sesenta Andersson participó en diferentes competiciones con distintas marcas: Mini, Saab, Lancia, Ford, Alpine, pero no fue hasta 1972 cuando le surgió la oportunidad de viajar hasta Japón para reunirse con los dirigentes de Toyota. Sus dotes como piloto y como preparador les convencieron participar con un Toyota Celica en el RAC Rally de ese mismo año. Aunque finalizó noveno lo que convenció a la marca fue el haber terminado por delante de los dos Datsun oficiales por lo que al año siguiente Andersson dispuso de un pequeño programa para disputar las pruebas más importantes del continente europeo. De esta manera montó un equipo con sede en su localidad natal de Upsala bajo el nombre de Andersson Motorsport. El mejor resultado que logró fue un octavo puesto en el Österreichische Alpenfahrt, prueba que formaba parte del calendario en el primer año del recién creado Campeonato del Mundo de Rally. En el RAC Rally participó con el Corola TE20 un modelo con mismo motor (1.600 biárbol) que los predecesores pero mucho más compacto y ligero. Por desgracia para el sueco, la crisis del petróleo de 1973 provocó la retirada de Toyota de la competición por lo que de nuevo Andersson tuvo que viajar hasta Japón e intentar convencer de nuevo a los dirigentes de la marca para que continuasen con el programa de rallies. Ese mismo año el canadiense Walter Boyce consiguió para la primera victoria en el campeonato del mundo de un vehículo Toyota, en el Rally Press on Regard de 1973. Sin la presencia oficial de la marca Andersson, formó equipo con el también sueco Bjorn Waldegard que dispusieron de sendos Toyota, que en el caso del Rally de Portugal de 1974 fueron reglados por el preparador portugués Salvador Caetano. Andersson participó con el Corolla y Waldegard con un Celica, ambos de color amarillo, donde destacó el cuarto puesto de Ove, luego de perder la tercera plaza en favor de Markku Alén a bordo de su Fiat 124 Abarth, en los últimos compases de la prueba. En 1975 Waldegard se fue a Lancia y el equipo lo sustituyó por el finés Hannu Mikkola, varias veces ganador del Rally 1000 Lagos. El propio Mikkola consiguió en su primera participación con el Toyota Corolla la victoria en el 1000 Lagos, la primera para el equipo en el mundial. Los éxitos logrados dieron a Andersson prestigio tanto como piloto como gestor de equipo que por entonces había renombrado el equipo como Toyota Team Europe y había trasladado la sede a Bruselas ya con todo el apoyo de la marca. En 1979 se trasladaría de nuevo a unas instalaciones mayores, las de la sede de Toyota Alemania, situadas a las afueras de Colonia. Esto supuso otro cambio de nombre para la formación, esta vez Andersson Motorsport GmbH. Mientras la marca preparaba la construcción de un nuevo modelo, Andersson contrató a Henry Liddon tanto de copiloto como coordinador dentro del equipo, pareja que además de competir se encargaron de realizar la primera salida fuera de Europa para el equipo, concretamente para competir en el africano Rally Costa de Marfil donde lograron un quinto puesto por detrás de los Mercedes.

### Años 1980

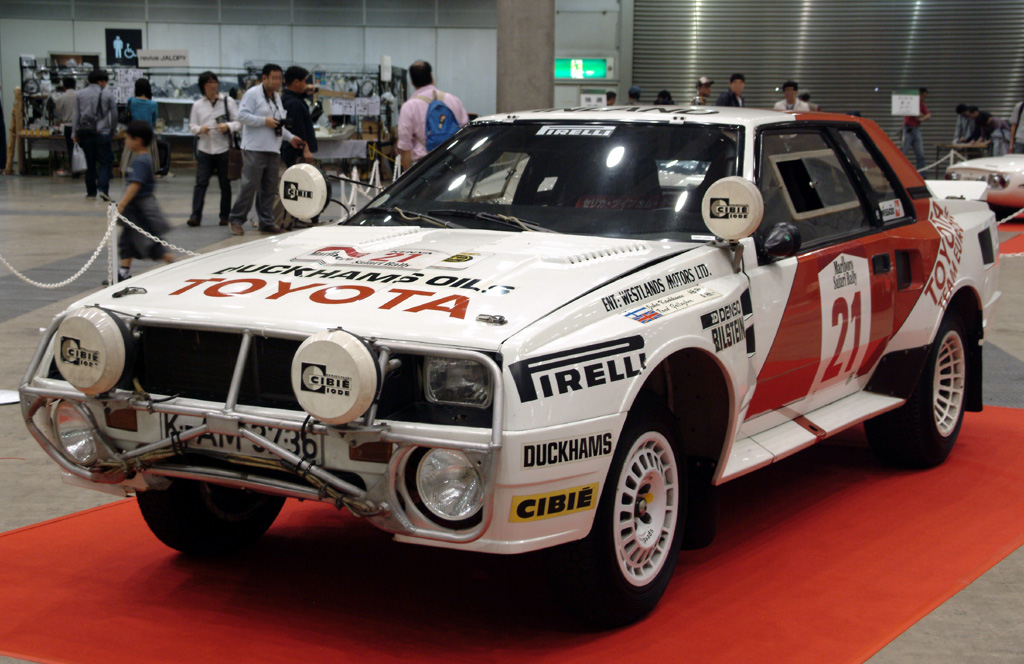
Con el Toyota Celica Twin Cam Turbo de la categoría Grupo B la marca dominó las pruebas africanas del mundial entre 1983 y 1986.

Con la entrada de la nueva categoría en el campeonato del mundo en 1982, el grupo B, Toyota no disponía todavía del prototipo para dicha categoría por lo que aprovechó el potencial del Toyota Celica 2000GT RA40 que había utilizado desde 1979 hasta 1981, y desarrolló una nueva versión a la que denominó Toyota Celica 2000GT RA63. A pesar de ello el motor se ubicó en la parte trasera, precisamente acorde a la nueva normativa. Debutó en el Rally de Nueva Zelanda de 1982 con Bjorn Waldegard al volante, que regresaba al equipo tras su paso por Ford y Mercedes, consiguiendo la victoria y acompañado de su compatriota Per Ekund en el podio que fue segundo con el otro Celica. Al año siguiente Toyota presentó finalmente su nueva apuesta, el Toyota Celica Twincam Turbo. Este contaba con tracción trasera lo que le restaba competitividad frente a las tracción integral del resto de modelos del grupo B, sin embargo su potente motor, un 2.090 cc turbo biárbol que rendía los 370 cv, resultaba muy fiable en las pruebas africanas. Con este coche la marca se mostró imbatible en el Rally Costa de Marfil y el Rally Safari entre 1983 y 1986. Logró un total de seis victorias, cuatro para Waldegård y dos para un joven Juha Kankkunen. La superioridad era tal que en la edición de 1986 del Costa de Marfil cuatro Celicas TCT coparon las cuatro primeras posiciones. Logró además el doblete en la edición de 1985 así como en las ediciones de 1985 y 1986 del Safari. Los éxitos en África no se reflejaban en Europa donde los resultados eran más modestos. En 1986 cuando la marca preparaba un nuevo modelo que recibió el nombre de Toyota MR2 222D pero que nunca llegó a competir, al prohibir la FIA los grupo B de cara a la temporada 1987. El grupo A se erigió como la alternativa por lo que Toyota escogió el Toyota Supra como sustituto, un modelo con motor 3.000 cc que seguía contando con tracción trasera por lo que no cosechó ningún triunfo. Su mejor resultado fue un tercer puesto en el Safari de 1987. Además de la falta de buenos resultados el equipo sufrió un duro golpe en el Costa de Marfil de 1987 cuando Henry Lyddon y sus asistente Nigel Harris perdieron la vida en un accidente de avioneta. En 1988 el equipo contó de nuevo con Juha Kankkunen y estrenó el Toyota Celica GT-4 (ST-165), el primer modelo con tracción a las cuatro ruedas, con el que disputaron seis pruebas logrando como mejor resultado un podio en Gran Bretaña. Al año siguiente ficharon al español Carlos Sainz que obtuvo tres podios que se sumaron a los tres también de Kankkunen incluida la victoria en Australia, con doblete incluido gracias al segundo puesto de Kenneth Eriksson. Gracias a los resultados la marca terminó segunda en el campeonato de constructores por primera vez en su carrera.

### Años 1990
En 1990 con la marcha de Kankkunen la marca dispuso de Sainz como principal piloto y la participación ocasional del alemán Armin Schwarz. Sainz consiguió la victoria en Acrópolis, Nueva Zelanda, Finlandia y Gran Bretaña, proclamándose campeón del mundo y dando a Toyota el primer título de pilotos. En el campeonato de marcas fue de nuevo segunda, de nuevo por detrás de Lancia.

### Años 2010
Tras el anuncio del regreso de Toyota al campeonato del mundo en la temporada 2017, la marca fichó a los pilotos Eric Camilli y a Teemu Suninen, ambos jóvenes pilotos que competirán en las categorías WRC 2 y WRC 3 y en otros campeonatos para sumar experiencia además de participar con Juho Hänninen y Mikko Hirvonen, en el desarrollo del Toyota Yaris WRC. De cara a la temporada 2017 fichan a Jari-Matti Latvala y anuncian la continuidad de Juho Hänninen para formar su plantilla oficial. Si bien la marca japonesa tiene asegurada la presencia en 2017 con dos coches, Tommi Mäkinen ha admitido que esperan poder participar con tres vehículos.

## Estructura

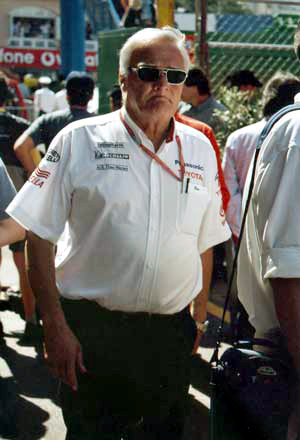
Ove Andersson fue primero piloto de Toyota y luego jefe de equipo durante casi veinte años.

### Dirección
- Ove Andersson (1982-1999)

### Patrocinadores
- Microsoft
- Duckhams Oils
- Pirelli
- Cibie
- Castrol
- Marlboro
- Repsol
- Fujitsu Ten
- Telefónica Movistar

### Automóviles
- Toyota Corona MK II GSS T70
- Toyota Celica TA22
- Toyota Corolla TE22
- Toyota Corolla TE27 (Toyota Corolla G2)
- Toyota Celica 2000 GT RA20
- Toyota Celica 2000 GT RA40
- Toyota Celica 2000 GT RA40 16v
- Toyota Celica 2000 GT RA63
- Toyota Celica Twin Cam Turbo
- Toyota Supra
- Toyota Celica GT-4 (ST165)
- Toyota Celica Turbo 4WD (ST185)
- Toyota Celica GT-Four (ST205)
- Toyota Corolla WRC

## Palmarés
- Campeonato del Mundo de Escuderías (3):
  - 1993, 1994 y 1999.

- Campeonato del Mundo de Pilotos (4):
  - 1990, 1992, 1993 y 1994.

## Resultados

### Temporada 1999
- Resultados última temporada.

| Año  | Vehículo           | Pilotos       | 1       | 2     | 3     | 4     | 5       | 6     | 7     | 8       | 9     | 10      | 11    | 12      | 13      | 14      | Posi. | Puntos | Posi. | Puntos |
| ---- | ------------------ | ------------- | ------- | ----- | ----- | ----- | ------- | ----- | ----- | ------- | ----- | ------- | ----- | ------- | ------- | ------- | ----- | ------ | ----- | ------ |
| 1999 | Toyota Corolla WRC | Carlos Sainz  | MON Ret | SWE 2 | KEN 3 | POR 2 | ESP Ret | FRA 3 | ARG 5 | GRE 2   | NZL 6 | FIN 3   | CHI 3 | ITA Ret | AUS 2   | GBR Ret | 5º    | 44     | 1º    | 109    |
| 1999 | Toyota Corolla WRC | Didier Auriol | MON 3   | SWE 4 | KEN 2 | POR 3 | ESP 2   | FRA 5 | ARG 3 | GRE Ret | NZL 4 | FIN Ret | CHI 1 | ITA 3   | AUS Ret | GBR Ret | 3º    | 52     | 1º    | 109    |

## Galería

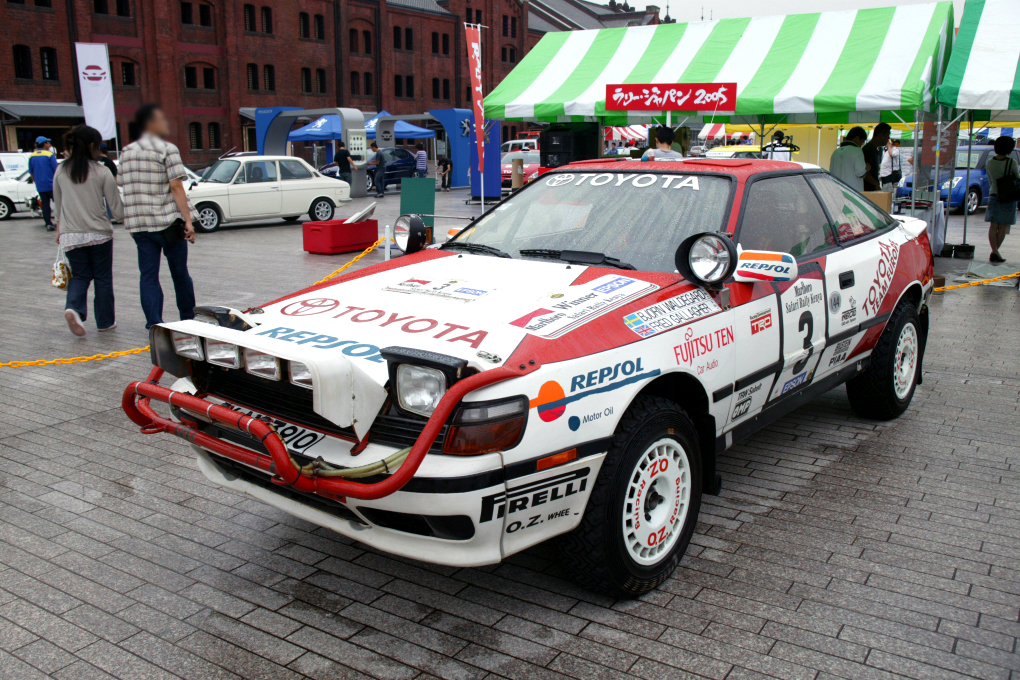
Toyota Celica de Bjorn Waldegard
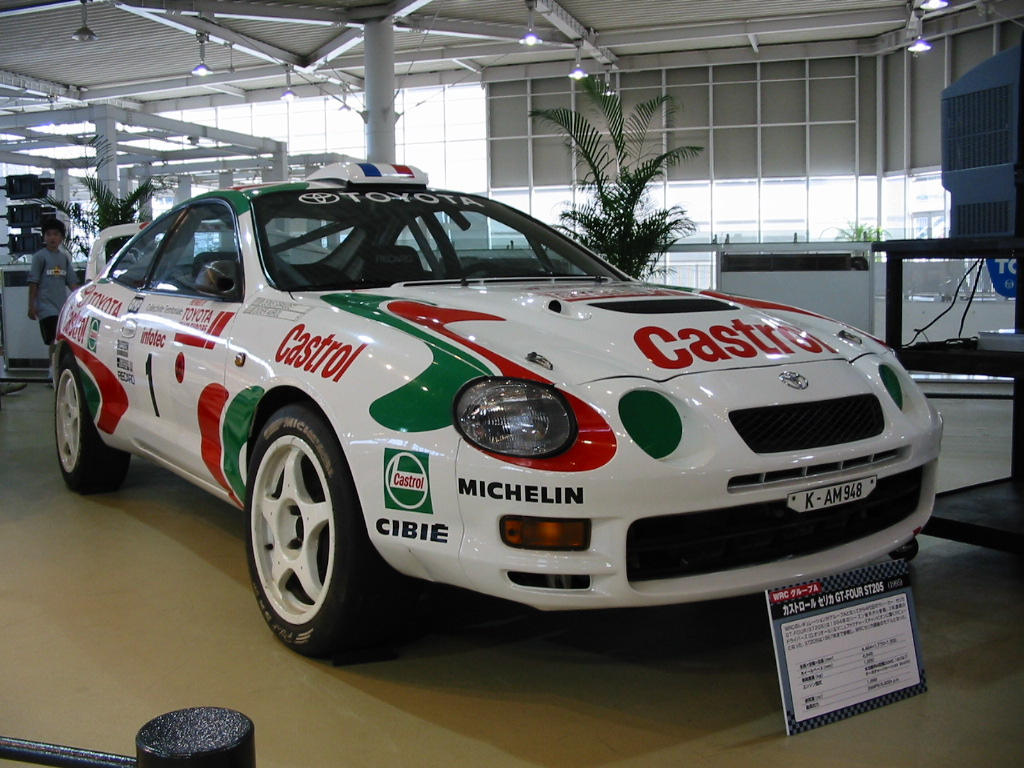
Toyota Celica de Didier Auriol
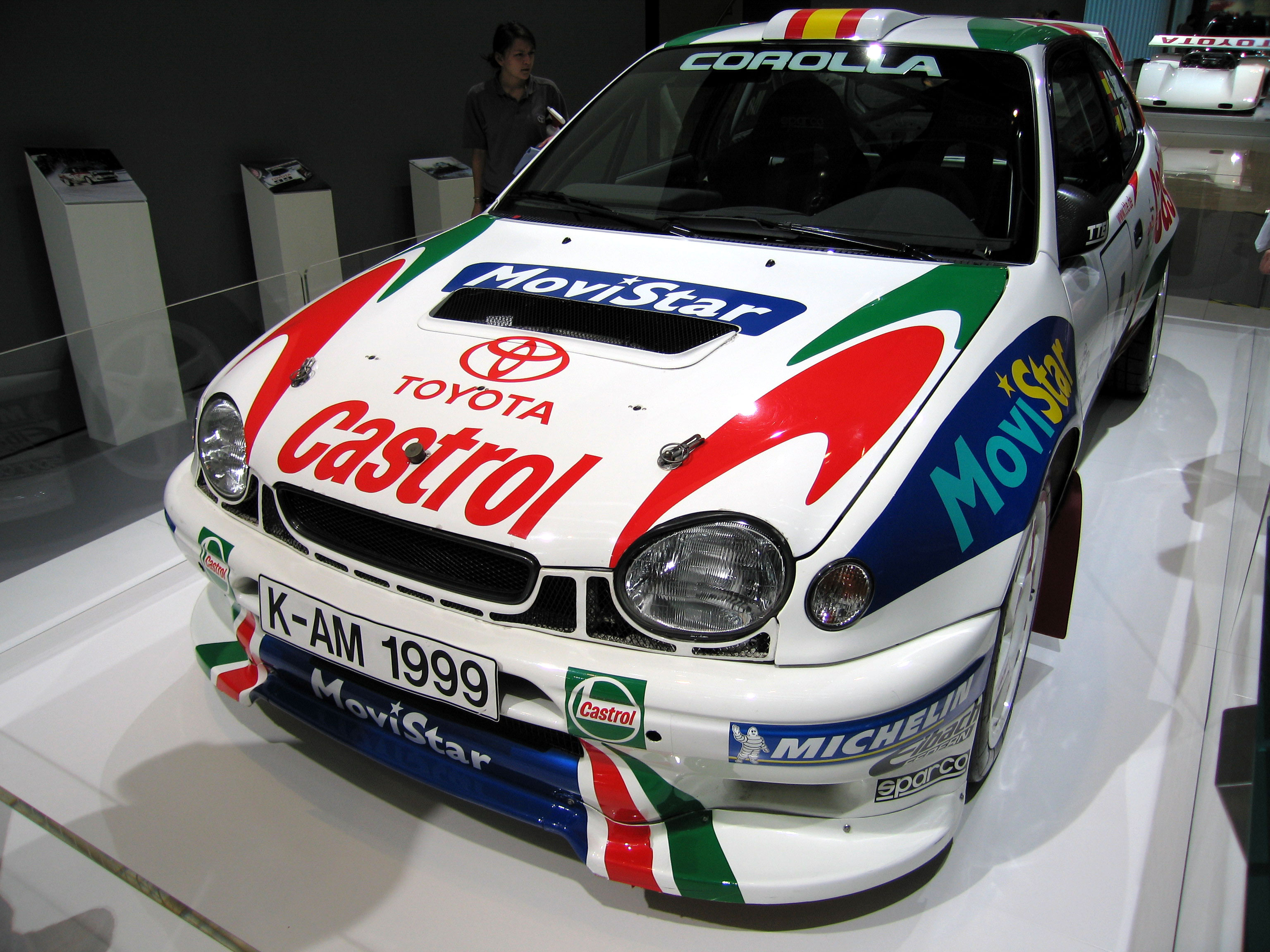
Toyota Corolla WRC de Carlos Sainz